# Historisch bedrijfsvaartuig

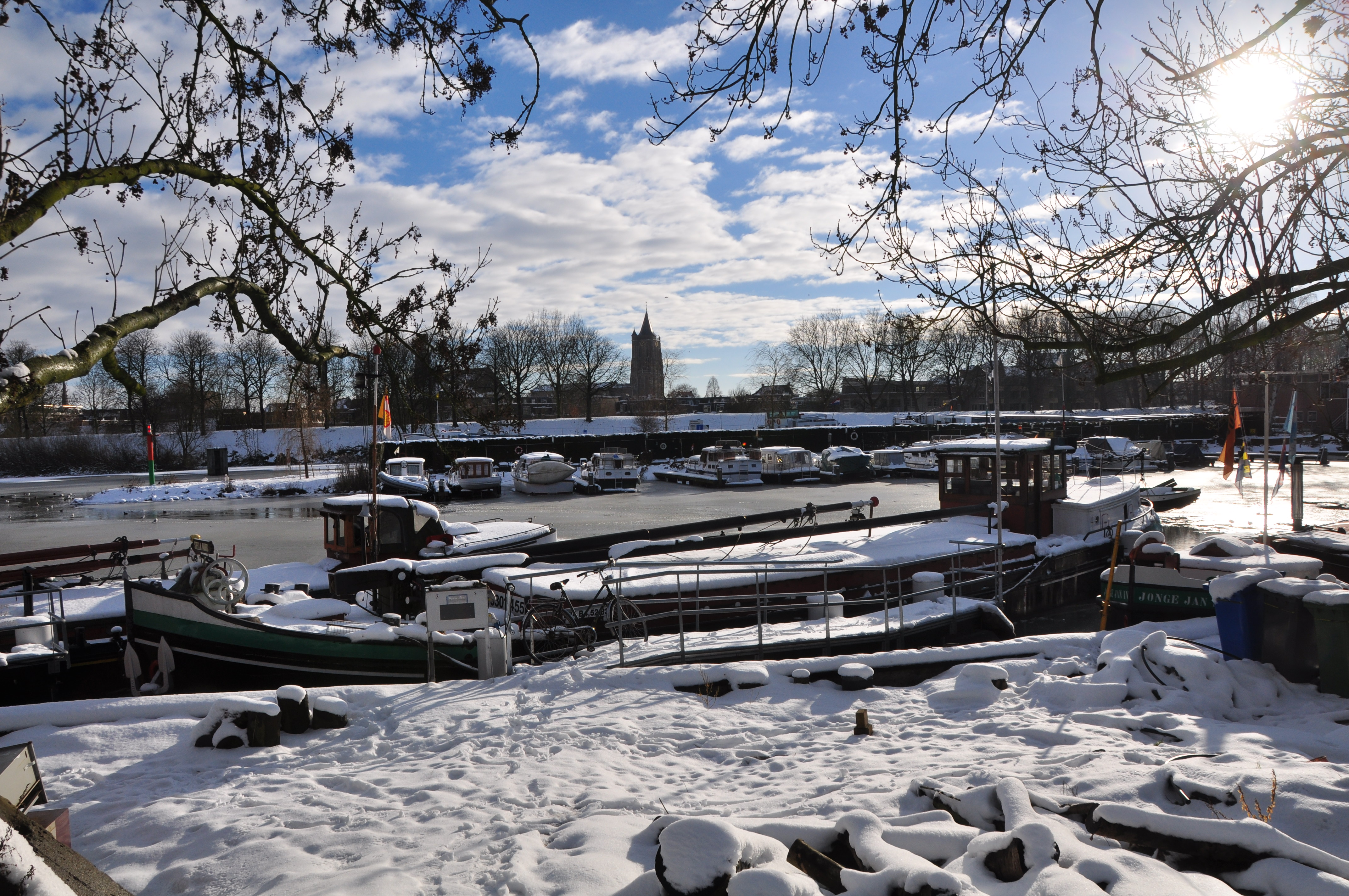
Een historisch bedrijfsvaartuig, in dit geval een "luxe motor"

Onder een historisch bedrijfsvaartuig verstaan we een schip (of een boot) waarmee voorheen bedrijfsmatig werd gevaren en dat tegenwoordig voor recreatie of bewoning wordt gebruikt. Er zijn in Nederland ongeveer 6000 historische schepen aangesloten bij een behoudsorganisatie. Daarvan zijn er ruim 3000 ingeschreven in het Register Varend Erfgoed Nederland van de Federatie Varend Erfgoed Nederland. Nederland heeft de grootste en best onderhouden verzameling aan varend erfgoed ter wereld.
Een veel gebruikt criterium om vast te stellen dat we van een historisch bedrijfsvaartuig kunnen spreken is, dat het schip ook minimaal 50 jaar oud is. In internationaal verband spreken we van een traditioneel vaartuig.
Het meest bekend als historisch vaartuig zijn de schepen die als Varend monument zijn erkend. Vergelijkbare schepen van de bruine vloot, zeilende schepen die vroeger met lading door Nederland en Europa voeren, zijn heden ten dage nog steeds beroepsmatig in gebruik. Veel woonschepen zijn verbouwde binnenschepen, te herkennen aan hun kenmerkende stalen casco.

## Juridisch
Als een schip 20 meter of langer is, of onder water een blokvolume heeft van 100 m³ of meer, is het volgens de vigerende wetgeving een groot vaartuig. Daarbij maakt het niet uit of het bedrijfsmatig of recreatief wordt gebruikt. Het betekent dat het recreatief gebruikte vaartuig in principe moet voldoen aan alle eisen, die ook aan in de schepen in de huidige beroepsvaart worden gesteld. Zo is bijvoorbeeld voor alle grote schepen het gebruik van AIS verplicht gesteld (vanaf 1 december 2014 al op de wateren waar het Rijnvaartpolitiereglement van kracht is) en moeten ook de historische grote schepen daar het systeem in bedrijf hebben. Ze zijn verplicht om te zijn voorzien van een Communautair Binnenvaartcertificaat voor Binnenvaartschepen, (nieuw: Uniebinnenvaartcertificaat) of een Certificaat van Onderzoek (Rijnvaart), waarmee kan worden aangetoond dat ze voldoen aan de technische- en uitrustingseisen.
ES-TRIN geeft in hoofdstuk 24 bijzondere bepalingen voor traditionele vaartuigen. Daarmee is het mogelijk om af te wijken van de eisen.

## Technisch
Het is echter niet zinvol om bepaalde eisen te stellen aan historische bedrijfsvaartuigen, het zou betekenen dat ze gesloopt zouden moeten worden. Voorbeeld: de woning moet gasdicht afgescheiden zijn van de machinekamer. Ook de minister heeft erkend dat dit voor historische bedrijfsvaartuigen te ver gaat. Dat achteraf realiseren wordt onhaalbaar duur. Er is een compromis uit voortgevloeid: er mag na 2018 met deze schepen toch gevaren worden, mits er geen "klaarblijk gevaar" is voor de veiligheid. Dit ter beoordeling van de keurende instantie voor het certificaat.

## Nautische evenementen
Veel historische vaartuigen nemen deel aan de zo'n 150 jaarlijkse kleinere en grotere evenementen in Nederland. Dat kunnen zijn: havendagen, visserijdagen, sleepbootdagen, Open Monumentendagen en het vijf-jaarlijkse Sail Amsterdam.